# 惠施
惠施（约前370年—前310年），尊称惠子，是中国战国时期的一位名家代表人物、辩客和哲学家，政治家。

## 生平
惠施是宋国人，但他最主要的行政地区是魏国，惠施是合纵抗秦的最主要的组织人和支持者。他主张魏、齐和楚合縱結盟起来，对抗秦国。魏文惠王在位时，惠施因为与張儀不和而被驱逐出魏国，他首先到楚国，后来回到家乡宋国，并在那里与庄子成为好友。魏文惠王死后，張儀失宠，惠施回到魏国。作为合纵的组织人，他在当时各个国家里都享有很高的声誉。他因此经常为外交事务被魏王派到其它国家。

## 著作與言論
惠施的著作《惠子》没有能够流传下来，因此他的哲学思想只有通过其他人的转述而为后人所知。其中最重要的是《莊子·天下篇》中對他的思想的提及和攻擊，其中最主要的有他的“历物十事”。除《莊子》外，《荀子》、《韩非子》、《吕氏春秋》等书中也有对他作为和言论的记载。

## 历物十事
1. 至大无外，谓之大一；至小无内，谓之小一。
2. 无厚不可积也，其大千里。
3. 天与地卑，山与泽平。
4. 日方中方睨，物方生方死。
5. 大同而与小同异，此之谓小同异；万物毕同毕异，此之谓大同异。
6. 南方无穷而有穷。
7. 今日适越而昔来。
8. 连环可解也。
9. 我知天下之中央，燕之北，越之南也。
10. 泛爱万物，天地一体也。